# إنغريد إنغلوند
إنغريد إنغلوند هي متزحلقة سويدية، ولدت في 24 مارس 1926 في سوندسفال في السويد، وتوفيت في 13 أكتوبر 1999.

## وصلات خارجية
- إنغريد إنغلوند على موقع أوليمبيديا (الإنجليزية)
- إنغريد إنغلوند على موقع اللجنة الأولمبية السويدية (السويدية)